# Semana proamnistía de mayo de 1977

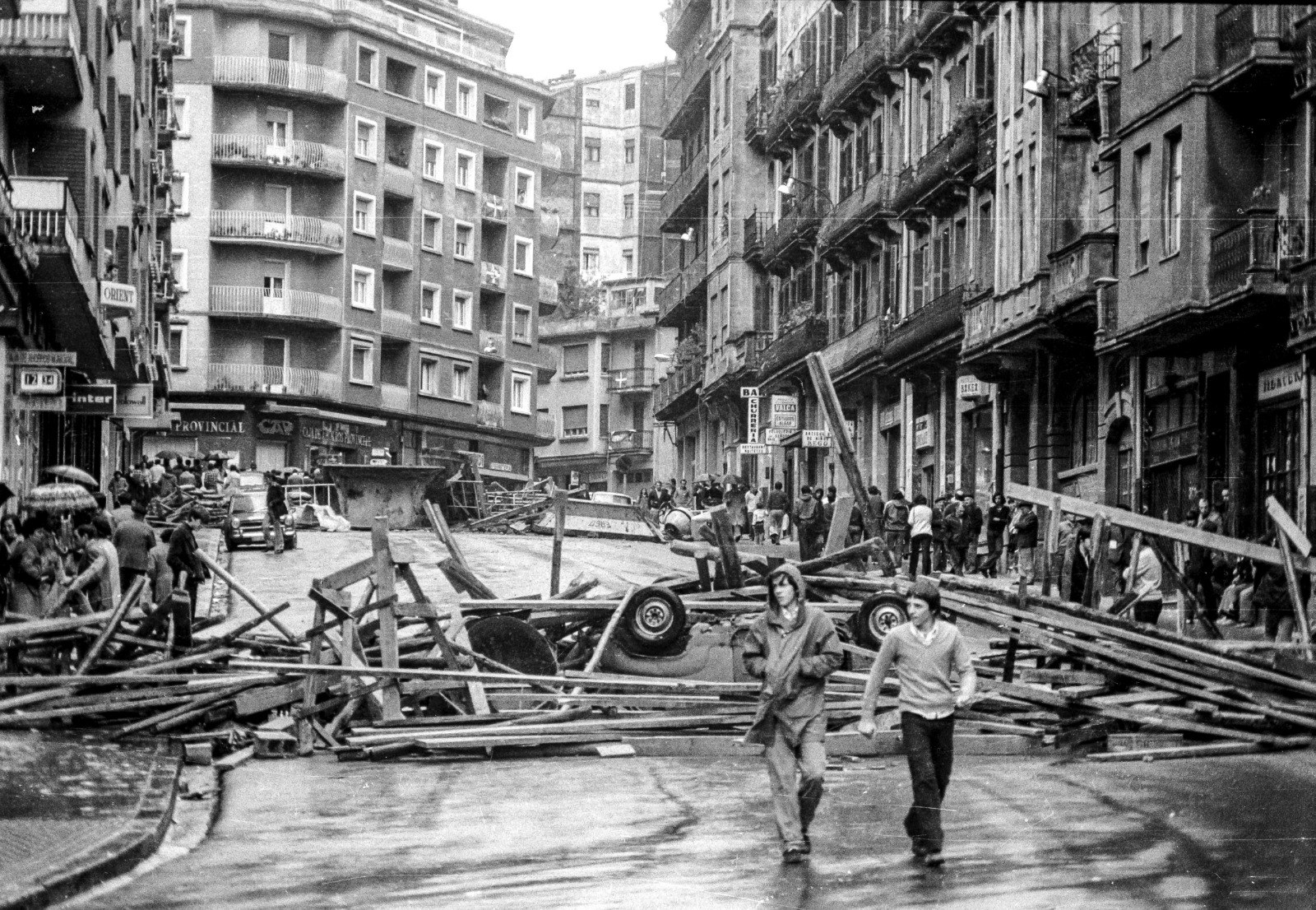
Barricadas levantadas en San Sebastián durante la semana proamnistía.

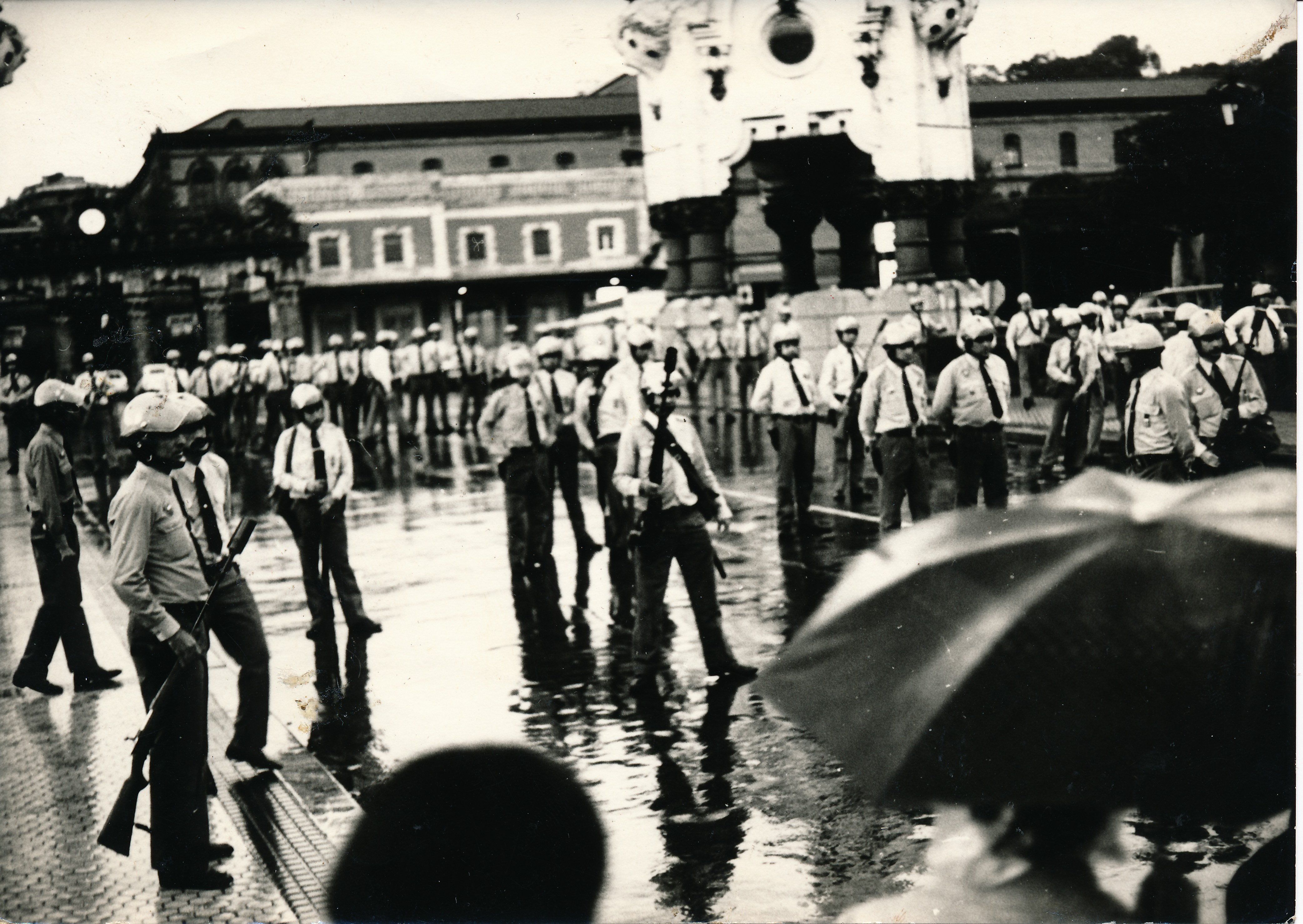
Fuerzas antidisturbios de la Policía Armada preparadas para intervenir en San Sebastián.

La semana proamnistía de mayo de 1977 fue una convocatoria de movilizaciones populares que tuvo lugar durante la transición política española, inicialmente para la semana del 8 al 15 en las provincias de Álava, Guipúzcoa, Vizcaya y Navarra, para reclamar la amnistía de todos los presos encarcelados por delitos de raíz política, incluidos los llamados «delitos de sangre». Las movilizaciones fueron duramente reprimidas por las fuerzas de orden público, produciéndose siete muertos y numerosos heridos, varios de ellos por heridas de bala.

## La lucha por la amnistía
Con motivo de la coronación de Juan Carlos I, el 25 de noviembre de 1975 se promulgó un indulto que benefició hasta el 1 de junio de 1976 a 773 personas encarceladas por delitos de raíz política (de los 8.903 presos que se vieron beneficiados), de los que 688 fueron excarcelados y el resto vio reducida su pena.
En enero de 1976 en San Sebastián, al amparo de la nueva ley de asociaciones, se constituyó la primera asociación proamnistía, formada por un grupo de abogados y otras personas conocidas de la vida social de la ciudad, fundando la Comisión Gestora de la Asociación pro Amnistía. Iniciativas similares se produjeron en numerosas localidades vascas y navarras, escenario en estos primeros meses de 1976 de múltiples manifestaciones, encierros y recogida de firmas por la liberación de todos los presos.
El 30 de julio de 1976 se decretó una amnistía, que supuso la salida de 287 presos y que no contempló los delitos encuadrados dentro de la denominación de terrorismo, por lo que no afectó a la mayoría de los presos que tenían dicha consideración, por su relación real o presunta con la organización terrorista ETA y organizaciones similares. A la muerte de Franco había en las cárceles españolas unos 400 presos encarcelados por delitos de raíz política, de los cuales alrededor de 250 estaban condenados por terrorismo. Esto provocó que se siguieran convocando manifestaciones públicas para solicitar una amnistía total. Estas manifestaciones fueron particularmente intensas en las provincias vascas y en Navarra, aunque se produjeron en toda España. En Madrid, por ejemplo, el joven Arturo Ruiz fue asesinado por los Guerrilleros de Cristo Rey cuando participaba en una de estas manifestaciones el 23 de enero de 1977, víspera de la matanza de abogados laboralistas de la calle Atocha.
El 11 de enero de 1977, el presidente Adolfo Suárez recibió a cuatro representantes de la oposición: el catalanista Antón Cañellas, el monárquico liberal Joaquín Satrústegui, el socialista Felipe González y Julio de Jáuregui, veterano militante del Partido Nacionalista Vasco exiliado durante la mayor parte del franquismo. Dicha comisión solicitó al Gobierno que otorgara antes de las elecciones una «amnistía de todos los hechos y delitos de intencionalidad política ocurridos entre el 18 de julio de 1936 y el 15 de diciembre de 1976».
Por su parte, el 28 de febrero, 44 gestoras de Guipúzcoa se entrevistaron con el nuevo gobernador civil para solicitar su legalización. El gobernador no solo se mostró partidario de la amnistía, sino que solicitó ser inscrito como socio. Entre el 26 de febrero y el 6 de marzo se convocó una primera semana proamnistía en las provincias vascas y Navarra, que a pesar de la virulencia con la que se reprimió no produjo víctimas mortales. El 11 de marzo el gobierno aprobó un decreto de ampliación de la amnistía que permite la puesta en libertad de otros 74 presos vascos hasta mayo, junto a la salida de otros presos hasta llegar a 1.940 personas.

### Cumbre de Chiberta
Las primeras elecciones democráticas desde la Segunda República ya estaban convocadas para el 15 de junio. El 30 de abril se realizó, por iniciativa del histórico dirigente del PNV Telesforo Monzón, una reunión en el club Chiberta de Anglet (en el País Vasco francés) a la que acudieron representantes de todas las organizaciones del nacionalismo vasco: PNV, ANV, EKA, ESB-PSV, ESEI, EHAS, LAIA (bai), EIA, ETA-m, ETA-pm y un grupo de alcaldes. También acudió Mirentxu Purroy Ferrer, directora del semanario abertzale Punto y Hora de Euskal Herria.
Aunque teóricamente el objetivo que Telesforo Monzón se había propuesto para esta reunión era la creación de un frente nacionalista, ETA-militar impuso que se tratara exclusivamente de la amnistía, condición sin la cual consideraba ilegítimas las elecciones de junio de 1977. Una delegación de los grupos reunidos en Chiberta se reunió el 10 de mayo con Adolfo Suárez para exponerle la exigencia de amnistía y libertades democráticas. El presidente les respondió que no podía excarcelar a todos los presos para el día 24, en que comenzaba la campaña electoral, ya que estaba presionado por el Ejército. ETA-militar intentó aprovechar las reuniones de Chiberta para imponer su liderazgo al resto del nacionalismo promoviendo un boicot total a las próximas elecciones, pero el PNV se negó. Por otra parte, gracias a las negociaciones que paralelamente estaba llevando el Gobierno con ETA-pm y EIA, se consiguió el «extrañamiento», es decir, la liberación en el extranjero de los más importantes presos de ETA, entre los que se encontraba Mario Onaindia.
Estos hechos finalmente dividieron al nacionalismo vasco, decidiendo su sector más moderado presentarse a las elecciones, como el PNV —que desde el principio tuvo una decisión firme de presentarse—, ESB-PSV y ANV, cada uno en solitario en el País Vasco y los tres partidos formando la coalición UAN en Navarra. También decidió participar una parte de la izquierda abertzale representada por el partido EIA, quien integró junto con el Movimiento Comunista de Euskadi (EMK) las coaliciones Euskadiko Ezkerra y Unión Navarra de Izquierdas, que fueron apoyadas por ETA-pm. Por su parte, el resto de la izquierda abertzale (EHAS y LAIA, apoyados por ETA-m) decidió no presentarse, pedir activamente la abstención y exigir con carácter previo a la celebración de elecciones el cumplimiento de todos los puntos de la Alternativa KAS (también suscrita por EIA y ETA-pm), que estaba redactada desde el verano de 1976 y cuyos puntos eran:

1. Establecimiento de libertades democráticas.
2. Amnistía.
3. Adopción de medidas destinadas a mejorar las condiciones de vida de las masas populares y en particular de la clase obrera.
4. Disolución de los cuerpos represivos.
5. Reconocimiento de la Soberanía Nacional de Euskadi, lo que conlleva el derecho del pueblo vasco a disponer con entera libertad de su destino nacional y la creación de un Estado propio.
6. Establecimiento inmediato y a título provisional de un Estatuto de Autonomía que surta efecto en Araba, Gipuzkoa, Nafarroa y Bizkaia.
7. Constitución, en el marco de tal Estatuto, de un Gobierno Provisional de Euskadi.

## Convocatoria de lucha para la semana de mayo
A finales de febrero se convocó en las cuatro provincias una semana de lucha proamnistía total del 8 al 15 de mayo. Las convocatorias de huelga fueron exitosas de forma global en todos los territorios. Aunque los incidentes se produjeron en las cuatro provincias, se señalan a continuación los hechos más destacables en las distintas jornadas.

### Del domingo 8 al miércoles 11 de mayo
Del 8 al 11 se produjeron innumerables encierros, mesas redondas y manifestaciones. Los primeros actos convocados por los moderados PNV, PSOE y ANV se celebraron sin el menor altercado, mientras que las manifestaciones no autorizadas corrían diversa suerte, siendo unas toleradas y otras disueltas con energía por la Policía. Las cargas policiales y detenciones se incrementaron. Numerosos partidos políticos, incluido el Partido Socialista de Euskadi (en el que estaban integrados entonces los socialistas navarros), y diecisiete organizaciones sindicales convocaron una «jornada de lucha» para el 12 de mayo.

### El jueves 12 de mayo
El paro fue extenso y la represión de las concentraciones pasó de utilizar material antidisturbios con pelotas de goma y botes de humo a utilizar fuego real. En el barrio de Gros de San Sebastián es herida de bala en el pecho una mujer cuando se encontraba en su casa.
Pero los sucesos más graves tuvieron lugar en Rentería. La prensa adscrita a la izquierda abertzale informaría posteriormente de que la Guardia Civil disparó con munición real contra una manifestación, hiriendo a cinco personas. Una de ellas, Rafael Gómez Jáuregui, de 78 años, falleció horas más tarde a consecuencia de las heridas. La prensa madrileña proporcionó más detalles: a mediodía había tenido lugar una concentración popular en la plaza del ayuntamiento en la que se decidió organizar una columna de unas seis mil personas que se dirigió a la empresa Orbegozo con el fin de obligar a su cierre, pero la manifestación fue interceptada por la Guardia Civil, quien la disolvió con contundencia empleando balas de goma. El sector más combativo de los manifestantes se reagrupó formando una columna de unas mil personas que se encaminaron directamente hacia la casa-cuartel de la Guardia Civil. Los agentes intentaron dispersar a la multitud disparando pelotas de goma pero, al no tener éxito, optaron por efectuar disparos con munición real a la altura de las piernas, resultando cinco personas heridas por bala. Durante la madrugada, el Gobierno Civil de Guipúzcoa hizo público un comunicado en el que intentaba explicar lo sucedido. En él se informaba de las numerosas manifestaciones que habían discurrido sin problemas durante los días 11 y 12 por ser pacíficas, así como de los motivos que habían impulsado a las fuerzas policiales a intervenir en cada caso: colocación de barricadas en vías rápidas, agresión a los agentes que intentaban retirarlas, ataque a una furgoneta de la Guardia Civil y, en el caso de Rentería (el más grave), coacción a los trabajadores de la empresa Orbegozo para que cerraran la empresa y posterior ataque a la casa cuartel (donde vivían también las familias de los agentes) con piedras y cócteles molotov. El comunicado informaba igualmente de las víctimas resultantes.

### El viernes 13 de mayo
Al día siguiente la huelga se ha convertido en general y siguen montándose barricadas y produciéndose de nuevo heridos de bala. En Rentería se producen varios heridos graves, uno de ellos estando en el balcón de su casa en el polígono de Beraun. La comisión de Gobernación de la Diputación de Guipúzcoa acuerda hacer pública una extensa nota con «la petición de esclarecimiento de los hechos, responsabilidades para los culpables y el restablecimiento de la paz ciudadana, insistiendo en la necesidad de una acelerada aplicación de la Amnistía». Se producen comunicados de las distintas fuerza políticas y entidades condenando la represión. En Tolosa se producen otros dos heridos de bala, uno grave y otro menos grave.
Se difunde una nota del Gobierno Civil, elaborada la madrugada anterior, donde se da una versión oficial de los hechos, excepto la muerte de Rafael Gómez, que no se explica. Se prohíben todos los mítines políticos programados para el fin de semana. La organización de la Vuelta Ciclista a España no entrará en Guipúzcoa como estaba previsto.
Por la noche fallece Clemente del Caño Ibáñez, trabajador de la autopista Bilbao-Behovia, atropellado por un vehículo que circulaba a elevada velocidad cuando retiraba una barricada cerca de Renteria. Aunque su familia emitió un comunicado en el que explicaba que su muerte tuvo lugar mientras cumplía con su trabajo y que carecía de toda relación con los manifestantes, el MLNV siempre le ha incluido entre las víctimas de la represión policial al asegurar que fue obligado a retirar la barricada por la Guardia Civil.
En San Sebastián actúan los grupos parapoliciales de ultraderecha (denominados por la prensa «incontrolados») con disparos, al parecer de fogueo. Los altercados en la ciudad se prolongan más allá de la medianoche.
En Pamplona se tenía conocimiento de que habían secundado la huelga unos once mil trabajadores. También en otras localidades navarras, tales como Vera de Bidasoa, donde el ayuntamiento celebró una sesión extraordinaria pidiendo la amnistía total. Por la tarde se iniciaron los incidentes en las calles. Se había prohibido un acto proamnistía en el frontón Labrit, incrementándose los enfrentamientos en sus alrededores. En un lugar próximo, en la confluencia de la calle Calderería del Casco Antiguo con la Bajada de Javier, la Policía Armada atrapó a José Luis Cano, al que habían visto tirar una piedra, y lo introdujeron en el bar Manuel (actualmente bar Imanol), donde fue golpeado y pateado, al mismo tiempo que se oyó un disparo procedente de la pistola de uno de los policías, que le dio en la cabeza y que le causó la muerte. Alfredo García, entonces alcalde de Ansoáin, fue testigo de los hechos y, aunque no sabía precisar si el disparo fue fortuito o intencional, declaró que «siguieron golpeándole una vez que se escuchó el disparo»; se encaró a la policía indicándoles que él era un superior por ser alcalde. Dado que José Luis Cano estaba domiciliado en Renteria, la nota del Gobierno Civil apuntó que «tanto por el domicilio del fallecido, como por la procedencia de alguno de los miembros integrantes del grupo agresor se ha podido comprobar que se trataba de personas expresamente desplazadas a esta provincia para incitar a la jornada de lucha», lo cual fue desmentido por su hermano, que indicó que se encontraba en Pamplona desde el 4 de mayo, como es habitual por tener familia en la ciudad, y que su madre está enterrada en el cementerio de la ciudad.
Posteriormente en esa misma tarde moría un anciano de 72 años que se encontraba en el balcón de su casa, de un infarto, tras el impacto de una bala de goma en la pared de su balcón mientras era testigo de cómo golpeaba la Policía Armada a un muchacho en la calle San Nicolás. Un joven, de 15 años fue herido grave por una pelota de goma estando también en el balcón de su casa en la calle Estafeta.

### El sábado 14 de mayo
En Pamplona la huelga general era un hecho, la ciudad apareció tomada por las fuerzas de orden público, con las Brigadas especiales provenientes de otras provincias. Las emisoras de radio (excepto Radio Requeté y Radio Popular, que emitían música sacra y clásica) radiaron el texto acordado por el ayuntamiento de Pamplona:

1. Condenar con toda energía y responsabilidad la actuación de la fuerza pública que ocasionó ayer una muerte violenta y varios heridos graves y exigir a quienes ordenan estas actuaciones, unas suficientes garantías den este aspecto, especialmente en una severa restricción del uso de las armas de fuego, garantías necesarias para que el pueblo de Pamplona vea en sus miembros, hombres al servicio del pueblo y no enemigos del mismo.

2. Reiterar un vez más con la máxima vehemencia ante el Gobierno de la nación que sólo una excarcelación inmediata y total de todos los presos políticos produciría en este País el clima suficiente para asegurar la paz necesaria en este grave momento político electoral.

3. Expresar el pésame a la familia del fallecido y colocar a media asta la bandera de la ciudad en señal de duelo.

4. Invocar a todos los grupos políticos y al pueblo de Pamplona la necesidad de mantener la calma y serenidad, sentimientos compatibles con un duelo e indignación, en los que hoy participa todo el pueblo de Pamplona.

5. Comisionar al muy ilustre señor alcalde accidental y a los concejales don Miguel Javier Urmeneta Ajarnaute y don Juan Manuel Pérez Balda para que se trasladen inmediatamente a Madrid y expongan al presidente del Gobierno la situación del País y la urgencia de adoptar medidas adecuadas.

En la ciudad no pudo llevarse a cabo ninguna manifestación pacífica, se producen altercados con barricadas en varios barrios como en la avenida de Villava con 3.000 personas (conjunción de los barrios de Chantrea, Rochapea y la localidad de Ansoáin), barrio de San Juan y en el barrio de San Jorge.
También se producen encierros y manifestaciones en distintos lugares de Navarra, Tudela, Vera de Bidasoa, Alzate, Alsasua, Lecumberri.
En Ortuella, Vizcaya, cuando un grupo de amigos salían de una despedida de soltero y se dirigían por la carretera hacia el centro del pueblo fueron abordados por agentes de la Guardia Civil que iban a bordo de varios jeeps y les dieron el alto. Según relató uno de los jóvenes, los tres que obedecieron la orden fueron golpeados de inmediato. El resto de los jóvenes salió corriendo y los agentes abrieron fuego. Manuel Fuentes Mesa, de 31 años, casado y con un hijo recibió un disparo en la cabeza que le levantó el cuero cabelludo: ingresó cadáver en el hospital de Cruces-Baracaldo.

### El domingo 15 de mayo
Guipúzcoa amanece con calles desiertas. Llega la noticia del otro muerto en Ortuella. Se suspenden todos los actos y espectáculos deportivos.
La tensión del día anterior se prolonga en Pamplona. José Luis Cano iba a ser enterrado en Pamplona, donde tenía familia y estaba enterrada su madre. Unos 2.000 asistentes acudieron al cementerio a honrar su memoria. Sin embargo la policía cargó con material antidisturbios contra los asistentes. Los disparos eran contra todo: contra las ventanas, contra los coches, contra cualquier grupo de personas... Muchos asistentes se quedaron encerrados en el cementerio, algunos pudieron saltar las verjas, otros tiraron una de las puertas para poder sacar, campo a través, a los más mayores. Dos horas y media después se restableció la calma. Esta calma solo duró hasta las siete y media, cuando se realizó el funeral en la Rochapea: de nuevo se procedió a disolver violentamente a los asistentes. Resultó herido muy grave un médico.
Durante el fin de semana las barricadas en las calles persistieron, incluso con camiones en las carreteras. 
En Bilbao las escaramuzas se mantuvieron durante toda la jornada del domingo, especialmente en el barrio de Rekalde, interviniendo en los enfrentamientos incontrolados que portaban y hacían uso de armas de fuego. También en Ortuella y Baracaldo se produjeron altercados con heridos de bala.

### El lunes día 16 de mayo
Finalmente el lunes 16 se convocó una huelga general en las cuatro provincias, como protesta por la violencia empleada. El paro fue total en todas ellas, pero el grado de enfrentamiento callejero fue menor que el de la semana anterior aunque se mantuvieron los mismos por la mañana. En Pamplona, como medida de protesta, se produjeron encierros de médicos, enfermeros y auxiliares en numerosos centros sanitarios.
Para este día se propuso extender la convocatoria de huelga general al resto de España, pero no fue apoyada por Comisiones Obreras (CCOO), de acuerdo con el recién legalizado Partido Comunista de España (legalizado en abril de este año). Marcelino Camacho, responsable de CCOO, explicó:

En el momento actual, cuando las libertades son todavía frágiles, creemos que el objetivo fundamental de la clase obrera es consolidar y desarrollar las libertades. Toda actuación que venga a desestabilizar es contraria a la clase obrera.
Marcelino Camacho. Citado en Memoria de la Transición

A este documento se respondió con otro firmado por 180 miembros de CCOO de Euskadi y denunciaba:

la resolución adoptada como una clara y consciente traición a los intereses de la clase obrera ante la situación creada en Euskadi... el carácter atemorizador de chantaje de los miembros del Secretariado General... se censuraba especialmente las intervenciones de Félix Pérez Carrasco (miembro del secretariado permanente en Euskadi) y Marcelino Camacho..., consideraba que no se respetaba el carácter plural en lo ideológico y atentaba contra el carácter unitario de la confederación... y se exigía una rectificación pública por parte del Secretariado General.
Nota de CCOO de Euskadi ratificada por la mayoría de los delegados para el Congreso Constituyente

Este día desde la sede de RTVE en Bilbao se hizo una nota televisada por un locutor, algo insólito, en el que los trabajadores «se solidarizaban con la petición de amnistía total y condenaba los desmedidos métodos de represión empleados».
Fuera de las cuatro provincias descritas se produjeron encierros en Madrid, Barcelona, Valladolid, Salamanca, Zaragoza y Santiago de Compostela.

### Lista de fallecidos
En estos días consta la muerte de siete personas, cuatro de ellas por heridas de bala procedentes de las fuerzas policiales: 
- Rafael Gómez Jaúregui, de 78 años de edad. Cayó abatido por disparos efectuados por la Guardia Civil el jueves día 12 en Rentería.[10]
- José Luis Cano Pérez, de 28 años de edad. Muerto por un disparo mientras era golpeado por números de la Policía Armada, el viernes día 13 en Pamplona.[10]
- Clemente del Caño Ibáñez. Atropellado por un vehículo cuando retiraba una barricada colocada en la autopista.
- Manuel Fuentes Mesa, de 30 años de edad. Ingresó cadáver en el Hospital de Cruces en la madrugada del domingo al ser alcanzado por disparos de la Guardia Civil en la localidad vizcaína de Ortuella.[10]
- Luis Santamaría Miquelena, de 72 años de edad. Murió a consecuencia de un infarto mientras presenciaba desde sus casa los enfrentamientos de manifestantes y policías en Pamplona.[10]
- Gregorio Marichalar Ayestarán. Una bala le causó graves destrozos internos en el pecho y abdomen el viernes por la tarde cuando se encontraba en el balcón de su casa en el polígono de Beraun en Renteria. Inicialmente herido de gravedad, murió en junio, tras convalecer en el hospital.[20][21]
- Francisco Javier Fernández Núñez, de Bilbao. Según su familia fue golpeado por la Policía Armada el día 15 y, cuando el día 17 acudió a comisaría para presentar una denuncia, fue agredido por unos individuos que le golpearon y le obligaron a beber coñac y aceite de ricino. A pesar de ser hospitalizado, falleció poco después a consecuencia de una cirrosis que padecía.[22]

## Valoraciones posteriores
La actuación de las fuerzas de orden público en Euskadi fue condenada enérgica, unánime y colectivamente por partidos políticos, centrales sindicales, asociaciones de profesionales, ante la opinión pública en general y en el ayuntamiento de Pamplona en particular.
La represión indiscriminada se hizo patente con las denuncias de daños materiales en el interior de las viviendas, dado los ataques intencionados a las mismas con bortes de humo y de gases lacrimógenos. Los bomberos tuvieron que intervenir en numerosas ocasiones para apagar conatos de incendio en viviendas, además de rescatar a personas impedidas. También se denunció el no respeto a las ambulancias cuando acudían a recoger los heridos y los malos tratos a los detenidos.
La prensa crítica con el Gobierno denunció la dura represión policial y afirmó que parecía existir una «peligrosa desconexión» entre las autoridades gubernativas y las fuerzas del orden.

### Prensa en España
Los medios de comunicación más progresistas continuaron defendiendo que era imprescindible la concesión de una amnistía total.
- En Cambio 16 se habló de «la ceguera del gobierno» y se condenó la actitud de las fuerzas de orden público:

Unas fuerzas del orden totalmente alienadas del pueblo al que sirven se sienten a la vez fuerzas de ocupación y fuerzas sitiadas sin capacidad para actuar con la exquisita serenidad que esta situación exige.

- En Mundo, Josep Ramoneda declaró:

Seguir entendiento el conflicto del País Vasco como el resultado de la acción de unas mínorias subversivas es imposibilitar la solución al problema y mantenerse una escalada que sólo conduce al Ulster. Y ni el frágil proceso político español ni cualquier conciencia política civilizada puede contemplar con sosiego esta perspectiva.

- En Cuadernos para el diálogo se avisó:

En cualquier país democrático lo sucedido hubiese ocasionado de manera fulminante la caída del Gobierno. Aquí en la España de la predemocracia, los ciudadanos ni siquiera nos merecemos una explicación convincente... Si el problema vasco se convierte desgraciadamente para todos, en un problema sin retorno no será por culpa del pueblo vasco, ni tampoco, e interesa decirlo, por el resto de los pueblos españoles.

### Reacciones desde Euskadiko Ezkerra
Un grupo de candidatos independientes inscritos en la coalición Euskadiko Ezkerra, configurada inicialmente para agrupar a todos los partidos de la denominada izquierda abertzale y otros partidos de la extrema izquierda, se retiraron de la convocatoria electoral afirmando:

La represión, la sangre y los asesinatos de los que ha sido víctima el pueblo vasco durante la semana proamnistía han servido de acelerador a nuestra intención de retirar las candidaturas si, para el día 24 de mayo no se daban las condiciones de amnistía total y libertada de actuación para todos los partidos... En una sola semana ha caído sobre el pueblo vasco más represión que durante todo el año. Sus exigencias de amnistía total y libertades democráticas no se han satisfecho. No podemos defraudar al pueblo tomando parte en la farsa electoral.

Sin embargo, EIA, brazo político de ETA político militar y uno de los principales partidos de la izquierda abertzale por entonces, decidió mantener a sus candidatos.

### Respuesta gubernamental
Seguidamente el 20 de mayo, y precisamente coincidiendo con una acción de los bereziak (comandos especiales) de ETA-pm en que secuestraron al empresario y exalcalde de Bilbao Javier de Ybarra y Bergé, el Consejo de Ministros aprobó una fórmula de indulto con extrañamiento. Esto permitirá abandonar la prisión, rumbo a diversos países, a los seis condenados a muerte en el Proceso de Burgos y otros presos relacionados con ETA con acusaciones de delitos de sangre y pendientes de juicio. Los países que aceptaron acogerlos fueron Bélgica, Suiza, Dinamarca, Holanda y Noruega. En cambio, Suecia se negó sin dar oficialmente explicaciones, aunque el Gobierno de Olof Palme extraoficialmente transmitió que era partidario de que Suárez decretara una amnistía total clara.

## La última amnistía
Tras el verano de 1977, el Gobierno de España y la oposición negociaban un proyecto común de ley de amnistía. En este caso se decidió que se debía contar con el apoyo unánime del Parlamento. Finalmente el 7 de octubre el Consejo de Ministros aprobó un proyecto que suscita las reticencias de Alianza Popular (AP). Al día siguiente ETAm asesinaba al presidente de la Diputación de Vizcaya Augusto Unzueta y sus escoltas. Horas antes de que se reuniera el pleno del Congreso de los Diputados el 14 de octubre la policía mataba en un control a un joven vecino de Baracaldo. En la votación en el Congreso de Diputados solamente hubo dos votos en contra y 18 abstenciones, casi todos miembros de AP más Francisco Letamendía, de Euskadiko Ezkerra, y 6 en el Senado. Esta amnistía afectaba a 89 presos y a otras muchas personas que no se encontraban en prisión, entre ellos a los autores de delitos de terrorismo de ETA, MPAIAC, FRAP y GRAPO (no así a los de extrema derecha, en cuyos actos no se percibía el móvil de reivindicación de libertades públicas y autonomía de los pueblos de España que requería la Ley) y a los agentes de Policía implicados, entre otros, en los sucesos de la semana proamnistía de mayo.
En las semanas siguientes fueron saliendo de prisión los últimos presos relacionados con ETA, unos 30, acusados de delitos cometidos con posterioridad a la aprobación de la Ley para la Reforma Política y antes de las elecciones del 15-J. También se aplicó a los miembros de ultraderecha que habían realizado varias acciones, como en el caso de los sucesos de Montejurra que no llegaron a ser investigados y hoy se sabe que tuvieron la colaboración de los servicios de inteligencia SECED, en el plan denominado Operación Reconquista.
Este periodo de la Transición marcaría una diferencia sustancial entre la normalización política que de forma paulatina se daba en el resto de España y por otra parte la persistencia del conflicto vasco.  En palabras de Mario Onaindia:

Desde enero de 1977 a junio de 1977 se crea un abismo enorme entre Euskadi y el resto de España. En el 76 había acabado la lucha por la amnistía en el resto de España, y fue entonces cuando comenzó en Euskadi, porque los presos que quedaban eran los de ETA. Mientras fuera comenzaba la normalización, aquí había una represión feroz.

La campaña por la amnistía coincide con una reflexión de ETA, la última que se ha dado, acerca de que lo que ha representado bajo el franquismo debe representarlo ahora un partido político que hay que crear. A eso los poli-milis le ponen nombre y apellido, y ETA Militar participa del planteamiento, porque ellos querían ser sólo una organización militar. Se va viendo que democracia y violencia son incompatibles. En esa época hay poquísimos atentados de ETA.
Mario Onaindia en Memoria de la Transición

La Constitución Española que se aprobó al año siguiente, en 1978, impide autorizar indultos generales dentro del Artículo 62 apartado i) de las Funciones del Rey. Por tanto, a partir de entonces solamente pueden solicitarse indultos de manera individual.

## Olvido posterior
A pesar de que Francisco Avizanda Contín (Isaba, 1955) realizó un documental sobre estos hechos con el título Semana pro-amnistía (1977), estos trágicos episodios han sido olvidados o reseñados mínimamente en los documentos que reflejan la Transición española.[cita requerida] Así, en los reportajes sobre la transición emitidos en TVE en el año 2007, no han sido recogidos, pasando directamente de la difícil legalización del Partido Comunista de España en abril, a las primeras elecciones de junio de 1977; estos reportajes fueron emitidos primero en La 2, y posteriormente en la TVE 1, el 6 de diciembre, en este caso como especial de la popular serie de ficción Cuéntame cómo pasó en que emitieron extractos del primer reportaje con hechos reales y entrevistas a personajes reales significados de la época, con entrevistas a los personajes de ficción de la serie (bien diferenciadas). Tampoco en el documental Víctimas de la Transición se hace ninguna mención a estos días.